# Danuta Bieńkowska
Danuta Bieńkowska (* 31. Januar 1920 in Vilnius; † 20. August 1992 in Warschau) war eine polnische Schriftstellerin und Übersetzerin aus dem Rumänischen.

## Leben
Bieńkowska legte das Abitur 1937 am Lyzeum in Posen ab und studierte anschließend Medizin an der Universität Posen. Nach dem Beginn des Zweiten Weltkrieges gelangte sie nach Rumänien und führte ihr Studium in Bukarest weiter. Der Rumänischen Kommunistischen Partei trat sie 1943 bei. Nach dem Abschluss ihres Studiums leitete sie für einige Zeit ein Krankenhaus in der heutigen Republik Moldau.
Nach dem Zweiten Weltkrieg kehrte Bieńkowska im Juli 1945 nach Polen zurück und arbeitete als Ärztin in Breslau. Zudem engagierte sie sich politisch und trat dem Arbeiterverein der Kinderfreunde (Robotnicze Towarzystwo Przyjaciół Dzieci) sowie 1946 der Polska Partia Robotnicza bei. Als Schriftstellerin debütierte sie mit der Erzählung Zdrada, die 1948 in der Zeitung Trybuna Dolnośląska erschien. In den Verband der Polnischen Literaten wurde sie ebenfalls 1948 aufgenommen. Anschließend arbeitete sie von 1949 bis 1951 als medizinische Beraterin in der Anstalt für Arbeitersiedlungen (Zakład Osiedli Robotniczych) in Warschau.
Aufgrund einer Erkrankung konzentrierte sie sich auf ihr literarisches Schaffen. In der Wochenzeitung Żołnierz Polski leitete sie 1958 den Literaturteil und arbeitete von 1965 bis 1974 als Literaturkritikerin in Głos Pracy. Ihre Prosatexte, Essays, Rezensionen sowie Übersetzungen veröffentlichte sie von 1958 bis 1968 in Płomyk, von 1975 bis 1979 in Literatura, von 1975 bis 1981 in Nowe Książki, von 1973 bis 1987 in Dialog sowie von 1976 bis 1980 in Fakty. Daneben übersetzte sie ab 1968 rumänische Dramen für das Polskie Radio. Zudem war sie von 1972 bis 1975 stellvertretende Vorsitzende der Warschauer Abteilung des Verbandes der Polnischen Literaten.
Ihre Werke wurden mit einer Ausnahme  nicht ins Deutsche übersetzt.

## Auszeichnungen
- 1955: Goldenes Verdienstkreuz der Republik Polen
- 1967: Verdienter der polnischen Kultur
- 1972: Ritterkreuz Polonia Restituta
- 1985: Offizierskreuz Polonia Restituta

## Werke

### Prosa
- Dach nad głową. Powieść, 1953
- Siedemnaście twarzy Bożydara Gwoździa, 1957
- Kwiaty od zaginionej, 1960
- Gwardia Archanioła, 1961
- Liczy się każdy dzień. Powieść, 1962
- Szczęście własne i cudze, 1963
- Lekarz starej Warszawy, 1964
- Życie bliźniego twego. Powieść, 1965
- Żywot szczęśliwy Sebastiana Klonowica, 1965
- Jedno małe kłamstwo, 1966
- Kawaler różanego krzyża, 1966
- Wielka Gra, 1966
- Złote jabłko, 1966
- Cygan, 1968
- Potajemna wyprawa, 1968
- Opowieści z paragrafem, 1969
- Piękna nieznajoma, 1971
- Gdybyś mnie kochał. Powieść, 1972
  - Wenn du mich liebtest, übersetzt von Christa und Johannes Jankowiak, Berlin 1981
- Ślubne kobierce, 1974
- Michał Waleczny, 1975
- Trwaj, chwilo!, 1976
- Upragniony telefon. Wybór opowiadań, 1980
- Wesprzyj się na mnie, 1980
- Lotem bliżej, 1989
- Manowce uczuć, 1991
- Rywalki, 1992

### Sachbücher
- Zasady urbanistyki socjalistycznej, 1952
- Rumunia od Trajana do demokracji ludowej, 1953
- Żywe miasta, 1955
- Atom i znachorzy, 1956
- Rada nie od parady, 1965
- Obrona Wybrzeża. 1626–1629, 1968
- Ludzie z Górki, 1973
- Dzieje literatury rumuńskiej, In: Dzieje literatur europejskich, 1977
- Zwyciężyłam, 2000

### Jugendbücher
- Szlakiem orlich gniazd, 1955
- Chłopiec z gitarą, 1971
- Siostra z wyboru, 1971
- Najdłuższa noc, 1972
- Chwila prawdy, 1975
- Daniel w paszczy lwa, 1978
- Czy to jest kochanie?, 1979
- Milion możliwości, 1983
- Daniel na Saharze, 1984
- Pierwszy wiosenny dzień, 1986
- Daniel wśród rycerzy okrągłego stołu, 1987
- O królewnie, co słońca szukała. Baśń oparta na ludowych wątkach rumuńskich, 1988
- Świetny pomysł, 1989

## Übersetzungen
- Geo Bogza: Kamienny kraj i inne opowiadania, 1956
- Ion Creangă: Wspomnienia z dzieciństwa, 1960
- Eugen Barbu: Szosa północna, 1961
- Alexandu Mirodan: Sławny 702, 1961
- George Călinescu: Czarna komoda, 1962
- Al. I. Ștefănescu: Nie biegaj samotnie po deszczu, 1963
- Mateiu Caragiale: Fanfaroni ze Starego Dworu, 1968
- Cezar Petrescu: Fram, niedźwiedź polarny, 1968
- Marin Sorescu: Jonasz, 1969
- H. Daicoviviu: Dakowie, 1969
- Alexandru Ivasiuc: Westybul, 1970
- Iosif Naghiu: Ciemność. Sztuka w 2 aktach, 1971
- Ion Luca Caragiale: Abu-Hasan, 1972
- Liviu Rebreanu: Ion, 1972
- Zaharia Stancu: Jak bardzo cię kochałem, 1972
- George Călinescu: Biedny Joanide, 1973
- Gheorghe Ciprian: Kaczy łeb, 1973
- Ion Creangă: Złoty most, 1973
- Jean Bart: Europolis, 1974
- Maria Luiza Cristescu: Nie zabijacie kobiet, 1974
- Vintilă Corbul: Dynastia Sunderland-Beauclair, 2 Bände, 1975/1980
- Ion Marin Sadoveanu: W świetle gazowych lamp, 1976
- George Călinescu: Poeta miłości, 1977
- Constantin Chiriță: Śnieżne skrzydła, 1977
- Mircea Sintimbreanu: Duża przerwa, 1978
- Eugen Barbu: Książę, 1979
- Mircea Radu Iacoban: Kłopotliwy świadek, 1980
- Marin Sorescu: Trzeci pal, 1981
- Cătălin Bursaci: Pierwsza książka, ostatnia książka, 1982
- Paul Cornel Chitic: Europa, aport! Komedia polityczna, 1984
- V.A. Gheorghiu: Hipnoza. Rzeczywistość i fikcja, 1984
- Constantin Țoiu: Grzech pierworodny, 1985
- V.A. Gheorghiu: Sugestia, 1987
- Opowieści z Wołoszy, Mołdawii i Siedmiogrodu, 1987
- Marin Sorescu: Kościelny, 1991
- Vintilă Corbul: Hollywood, piekło marzeń, 1992